# André Rière
Pas d'image ? Cliquez ici

a Compétitions nationales et continentales officielles uniquement.

Dernière mise à jour le 14 juin 2025.
André Rière, né le 26 juin 1902 à Collioure (France) et mort le 15 janvier 1979 à Perpignan (France), est un joueur, entraineur et arbitre français de rugby à XV.
Durant sa carrière, il joue avec l'US Perpignan et l'US Quillan au poste de deuxième ligne. Il devient ensuite sélectionneur de l'équipe du Maroc.

## Biographie
André Rière naît le 26 juin 1902 à Perpignan en France.
Dans les années 1920, il pratique le rugby à XV et joue tout d'abord à l'US Perpignan. Lors de la fin de saison 1924-1925, en demi-finale du Championnat de France à Toulouse, devant 20 000 spectateurs, son club réalise un match nul 3 à 3 contre le RC Narbonne. Un second match est ensuite organisé à Béziers, et l'US Perpignan l'emporte 13 à 5[réf. nécessaire]. Ensuite, après une première finale terminée par un match nul à la suite d'une prolongation, il est de nouveau titulaire en finale du Championnat de France. Cette fois-ci, son équipe s'impose 5 à 0,,.
Lors de l'été 1925, il part sur le bateau de son père, le Thérèse-Maria, assister aux fêtes de Banyuls-sur-Mer. Alors qu'ils rentrent chez eux, à une heure du matin, la nuit du 31 août au 1er septembre, André Rière et huit de ses compagnons sont pris au dépourvu par une tempête aussi soudaine que déchaînée près du cap Béar. Un coup de vent violent, suivi d'un ressac, soulèvent l'embarcation par l'avant et la font basculer sur le côté. Un flot immense engloutit tout, et le bateau dérive à l'envers. Deux personnes, parties se reposer dans les cales à cause du mal de mer décèdent. Les sept hommes se cramponnent à la quille renversée. André Rière se sentant responsable quitte le navire et retourne à la nage vers la côte afin de prévenir les gardiens du sémaphore du cap Béar. Après trois heures de nage, il arrive à prévenir les secours. Cependant, quand ces derniers atteignent le lieu de l'incident, la situation est déplorable. Les sept garçons restés sur place sont retrouvés morts. On recense sept décès. Parmi les décès, on compte Roger Py (champion de France 1921) et Paul Carcassonne (remplaçant de Raoul Got, pour la saison 1925-1926) de l'US Perpignan, ainsi que Robert Garrigue, âgé de seulement 5 ans. André Rière est alors le seul rescapé avec Barthélèmy Py qui a également réussi à quitter le navire à la nage,,,.
En janvier 1926, il participe à un match opposant les champions en titre perpignanais contre les actuels leaders du Championnat de France, le CASG. En mars suivant, il joue contre le Toulouse olympique employés club. Son équipe gagne 19 à 6 et décroche sa qualification en demi-finale. Il participe donc à la demi-finale du Championnat de France contre le Stadoceste tarbais. L'US Perpignan l'emporte de six points. Pour la finale du Championnat de France contre le Stade toulousain, il est associé à Marcel Henric. Cependant, les Toulousains s'imposent 11 à 0,,.
Au terme de la saison 1926-1927, il rejoint l'US Quillan.
André Rière est titulaire pour la finale gagnée du Championnat de France 1928-1929 avec l'US Quillan qui s'impose 11 à 8 devant le FC Lézignan.
Il quitte l'US Quillan a la fin de saison 1928-1929, pour s"installer au Maroc en sa qualité de fonctionnaire de police. Il est employé par les chemins de fer marocains et rejoint l'US cheminots avec lesquels il atteint la finale du Championnat du Maroc en 1931. Il devient ensuite éducateur, arbitre et sélectionneur de l'équipe du Maroc.
Vivant au Maroc, il est fait chevalier de l'ordre du Ouissam alaouite en 1947. Il reçoit également un diplôme d'honneur pour avoir sauvé plusieurs personnes de la noyade. Après son retour en France, il reçoit la Médaille de la jeunesse, des sports et de l'engagement associatif en 1952.
André Rière meurt le 15 janvier 1979 à Perpignan, alors âgé de 76 ans.

## Palmarès

### En club
- Vainqueur du Championnat de France en 1925 avec l'US Perpignan[note 2],[17]
- Finaliste du Championnat de France en 1926 avec l'US Perpignan et en 1929 avec l'US Quillan[17].
- Finaliste du Championnat du Maroc en 1931 avec l'US cheminots.

### Distinctions personnelles
- Chevalier de l'ordre du Ouissam alaouite (1947)[6]
- Diplôme d'honneur marocain[6]
- Médaille de la jeunesse, des sports et de l'engagement associatif, or (1952)[6]